# TEE Rubens
Il treno Rubens, dal nome del pittore belga Peter Paul Rubens, fu istituito nel 1974 per collegare Parigi e Bruxelles.

## Trans Europ Express
Il Rubens è stato introdotto insieme al TEE Memling nella rete TEE per far fronte al numero di passeggeri innalzamento tra Parigi e Bruxelles Entrambi i servizi sono stati i primi al mattino, il Rubens partito da Bruxelles alle 6:42 del mattino, mentre il Memling partito dalla Gare du Nord in Parigi alle 6:45. I servizi di ritorno sono state programmate come il quinto dei sei TEE giornaliere in entrambe le direzioni, con partenza intorno a 18:45

## EuroCity
Nel 1987 la Rubens era, come le altre servizi TEE Parigi-Bruxelles, integrati nel nuovo rete EuroCity. Il 23 maggio 1993, i servizi di EuroCity tra Parigi e Bruxelles sono stati classificati come TEE nuovo. Dopo l'apertura del LGV-Nord il 23 gennaio 1995, il Rubens è stata ritirata.